# Luigi D'Oriano
Luigi D'Oriano (Pozzuoli, 10 novembre 1958) è un taekwondoka italiano.

## Carriera
D'Oriano inizia a praticare il taekwondo nel 1973, sotto la guida del Maestro Young Ghil Park. Per anni dominatore incontrastato del palcoscenico agonistico italiano ed europeo, nella categoria -78 kg, ha conquistato, a cavallo tra gli anni settanta e gli anni ottanta, 10 medaglie d'oro ai Campionati italiani di combattimento, 2 medaglie di bronzo ai Campionati europei, 2 medaglie di bronzo ai Campionati mondiali, 2 medaglie d'oro ai Campionati internazionali.
Nel 1988 infine, chiude la sua scintillante carriera conquistando la medaglia d'argento alle Olimpiadi di Seul, nonostante l'infortunio ad una caviglia, seppur non annoverata nel computo ufficiale del medagliere in quanto la disciplina era ancora dimostrativa.
Dopo il ritiro dall'attività agonistica, ha intrapreso la carriera di Maestro, acquisendo anche in questo campo risultati di notevole prestigio, riuscendo a creare una scuola di campioni che ha conseguito grandi risultati in campo nazionale ed internazionale. È stato inoltre Allenatore Nazionale per la Federazione Italiana Taekwondo dal 1989 al 1992 e dal 2001 al 2004 e Direttore Tecnico Regionale per la Campania dal 1989 al 1995 e dal 1998 al 2004.
Oggi il Maestro Luigi D'Oriano insegna presso la Palestra Olimpica, da lui fondata nella città di Pozzuoli.